# GNU Mach
GNU Mach es el micronúcleo oficial del Proyecto GNU. Como cualquier otro micronúcleo, su función principal es realizar labores mínimas de administración sobre el hardware para que el grueso del sistema operativo sea operado desde el espacio del usuario. 
En la actualidad el GNU Mach sólo funciona en máquinas de arquitectura intel de 32 bits (IA32) y su uso más popular es servir de soporte a Hurd, el proyecto que pretende reemplazar al núcleo tipo Unix en el sistema operativo libre GNU. Sin embargo, desde el año 2002 los esfuerzos de la Fundación del Software Libre se encaminaron hacia la adopción del OSKit Mach como micronúcleo oficial. Actualmente se denomina GNU Mach 1.x al antiguo GNU Mach y GNU Mach 2.x a OSKit Mach